# Philodromus utotchkini
Philodromus utotchkini är en spindelart som beskrevs av Yuri M. Marusik 1991. Philodromus utotchkini ingår i släktet Philodromus och familjen snabblöparspindlar. Inga underarter finns listade i Catalogue of Life.